# Ушневич, Олег Михайлович
Олег Михайлович Ушневич (20 июня 1982, Дрогобыч, Львовская область — 20 февраля 2014, Киев) — общественный активист. Активный участник Евромайдана. Герой Украины (2014, посмертно).

## Биография
Родился в семье работников Дрогобычского нефтеперерабатывающего завода (сегодня ОАО НПК «Галичина») Михаила и Евгении Ушневич. В последние годы выезжал на заработки за границу. На киевском Майдане Олег Ушневич был с первого дня. Вероятно, на некоторое время Олег Ушневич отлучался с Евромайдана, потому что газета «Факты и комментарии» вспоминает о прибытия Олега в Киев вместе с «Львовским сотней Майдана» в трагическую ночь противостояния с 18 на 19 февраля 2014 года.
20 февраля 2014 года Олег Ушневич погиб от двух пуль снайпера, которые попали в сердце. Тело было перенесено и идентифицировано в гостинице «Украина». Похоронен в городе Сколе. Брат Олега Роман Ушневич — депутат Сколивской городского совета от ВО «Свобода».

## Награды
- Звание Герой Украины с вручением ордена «Золотая Звезда» (21 ноября 2014, посмертно) — за гражданское мужество, патриотизм, героическое отстаивание конституционных принципов демократии, прав и свобод человека, самоотверженное служение Украинскому народу, обнаруженные во время Революции достоинства[5]
- Медаль «За жертвенность и любовь к Украине» (УПЦ КП, июнь 2015) (посмертно)[6]

## Память
15 февраля 2015 года в городе Сколе установили мемориальную доску в честь Олега Ушневича.

## Галерея

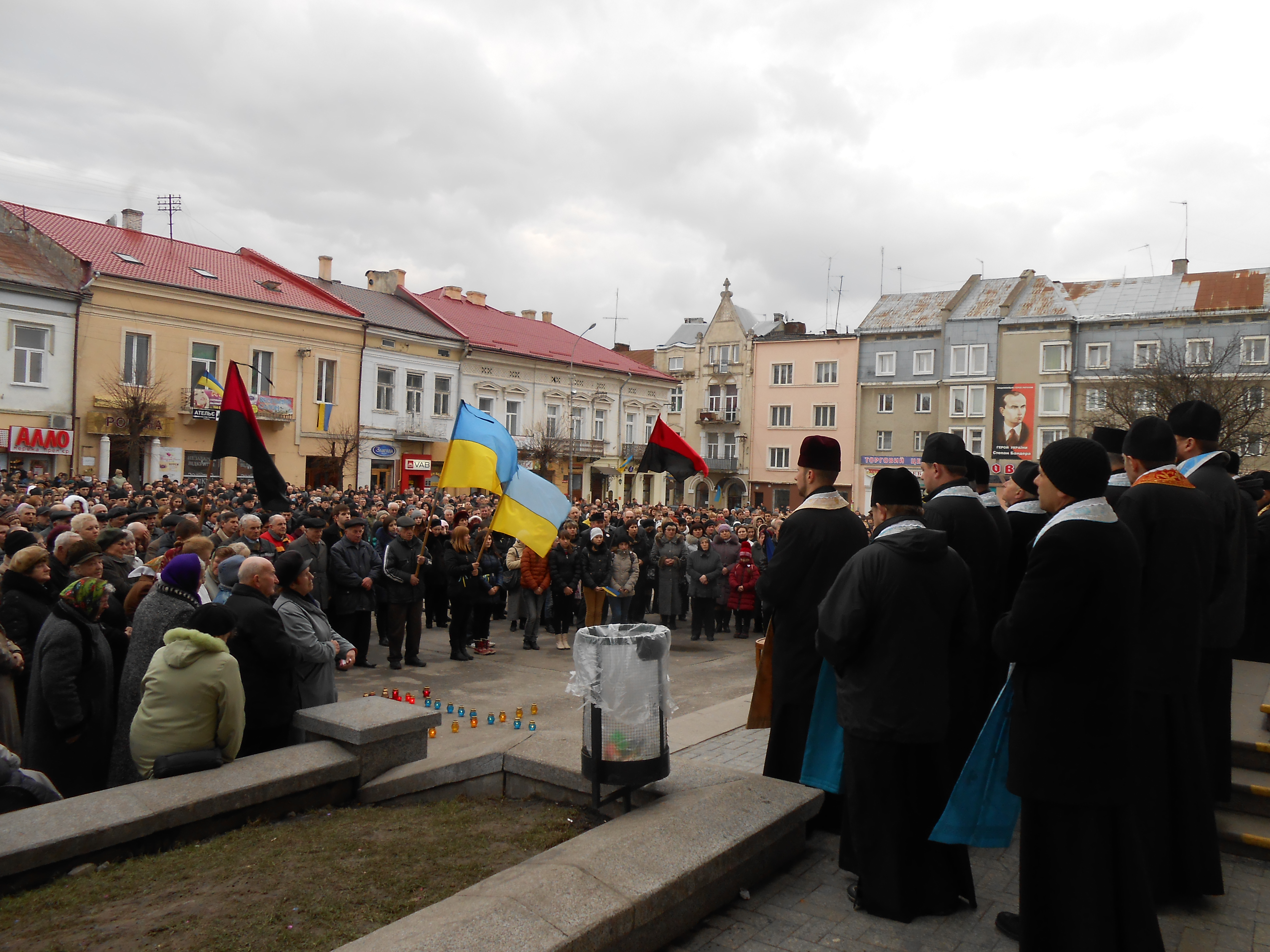
Дрогобычане молятся за погибших на Майдане, среди которых трое дрогобычан
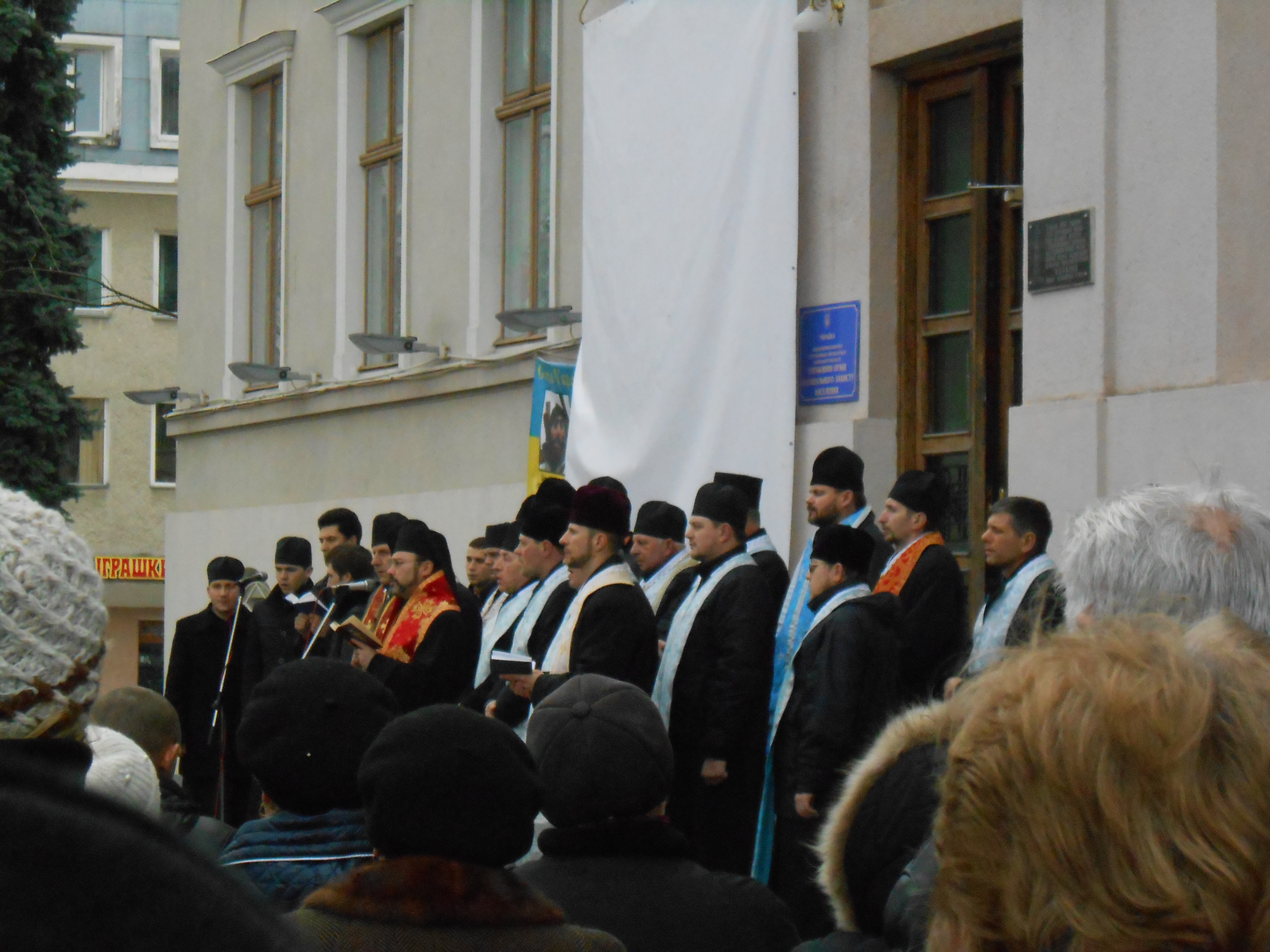
Молитва в Дрогобыче 20 февраля 2014 года об убитых на Евромайдане
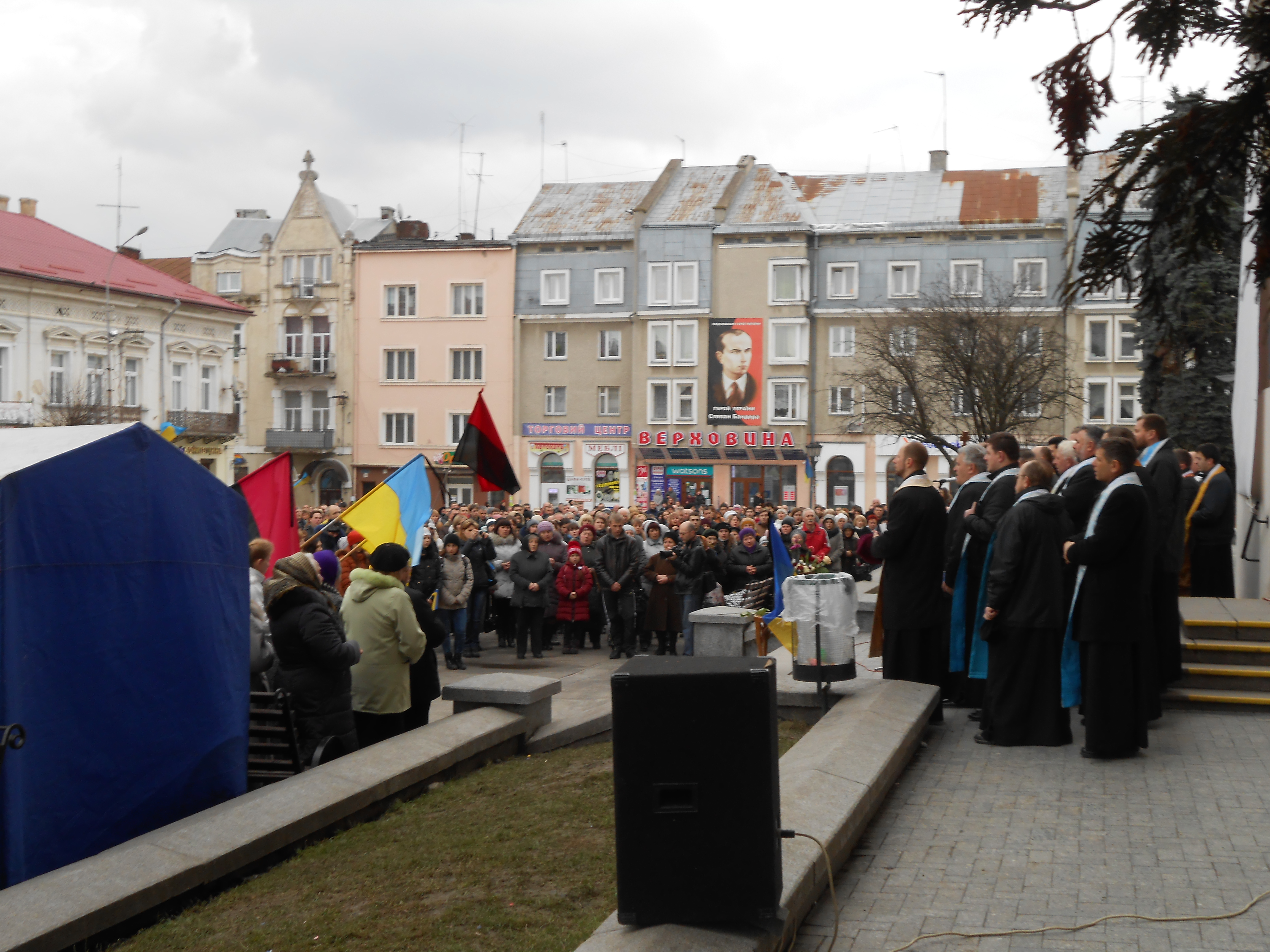
Поминальная молитва в Дрогобыче об убитых на Евромайдане
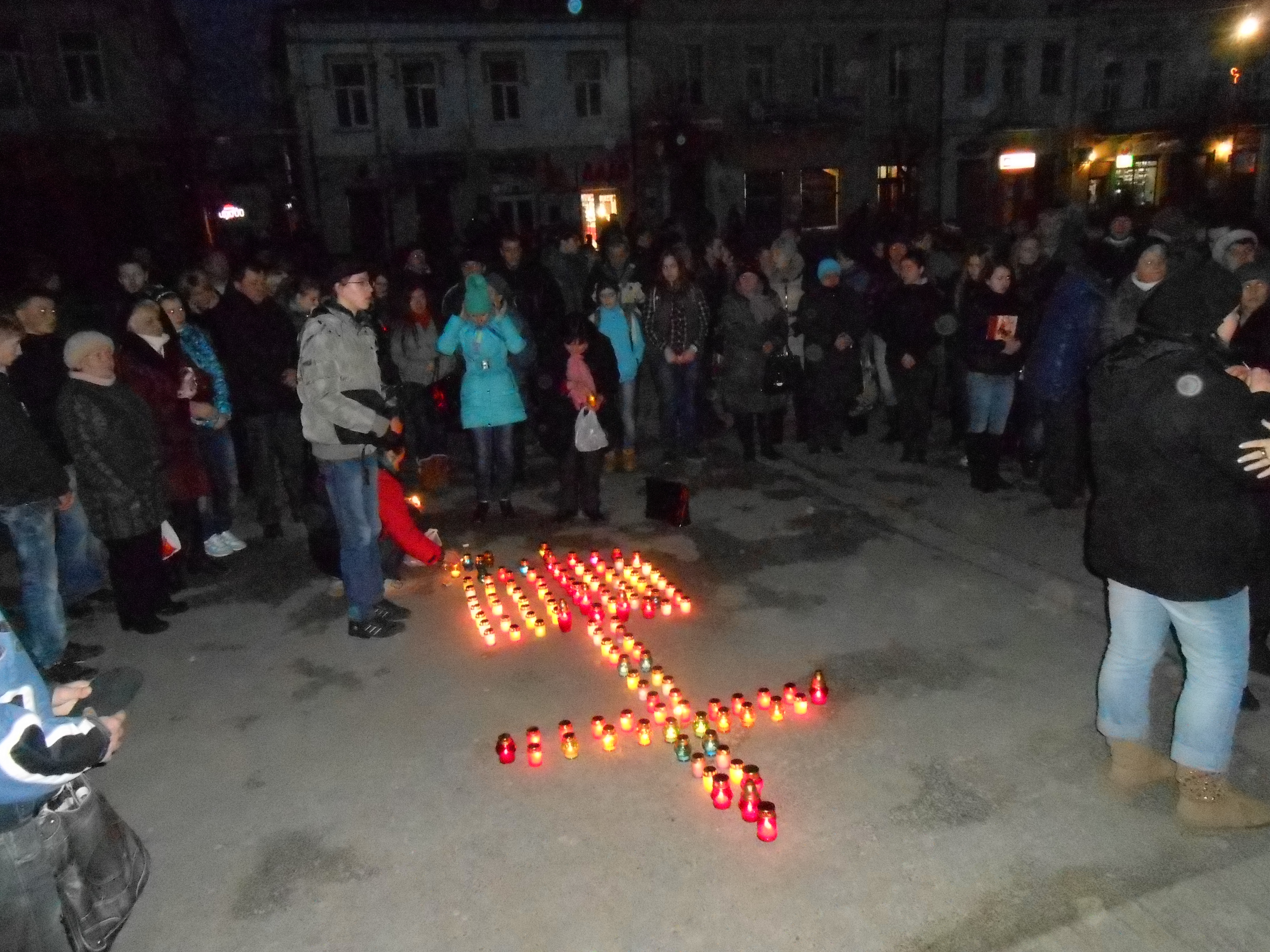
Поминальные свечи от дрогобичан. Дрогобыч, рыночная площадь перед ратушей, 20.02.2014
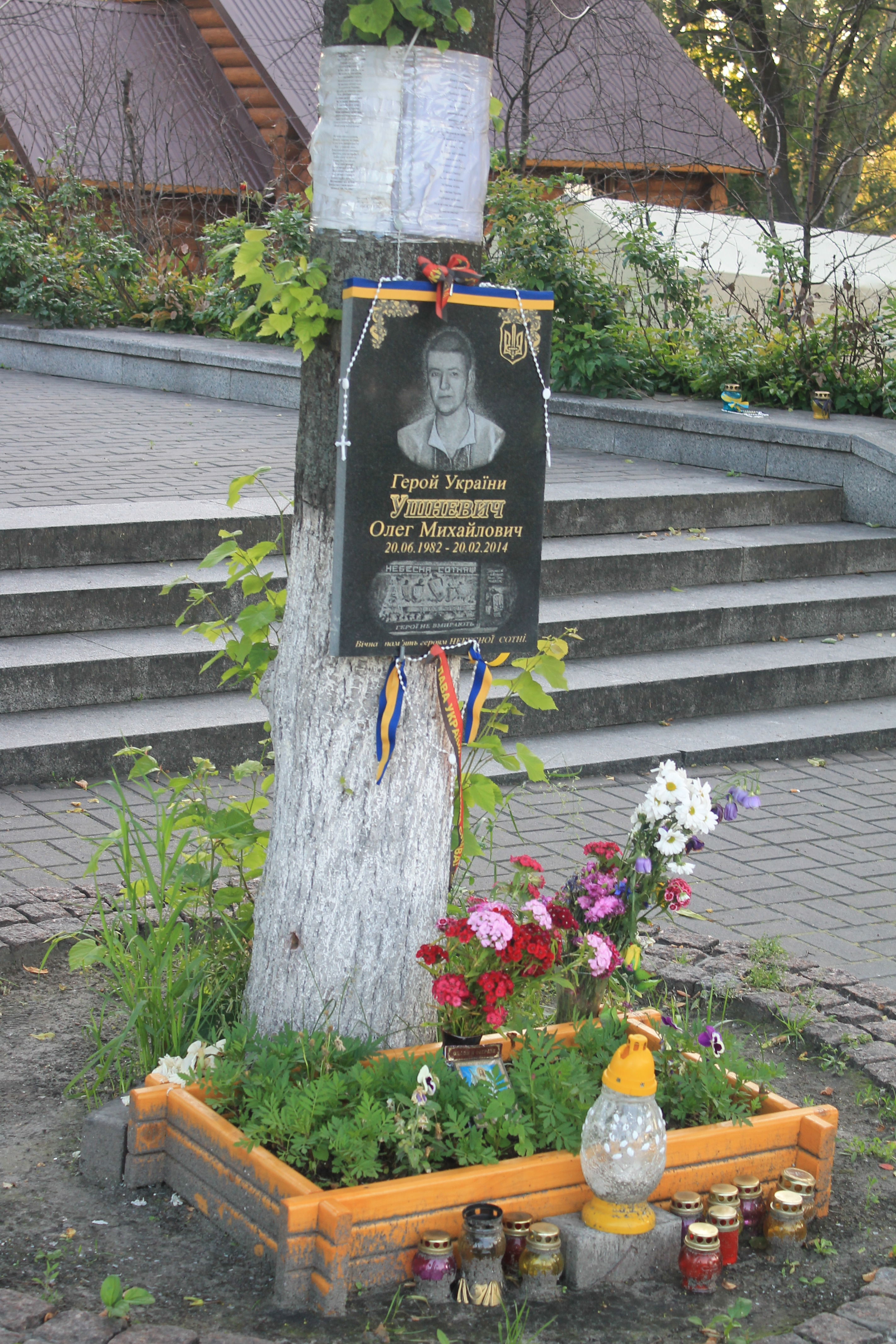
Памятный знак на месте гибели Олега Ушневича